# Paul G. Halpern
Paul G. Halpern   (27 de gener de 1937) és un educador estatunidenc jubilat, historiador naval i editor de documentals. El seu enfocament principal ha estat la història de la Royal Navy en el període que envoltava la Primera Guerra Mundial i la guerra naval a la Mediterrània durant la Primera Guerra Mundial.
En descriure la seva carrera professional en la publicació de sis volums de documents navals editats, L'Informe anual del Consell de la Societat de Registres de la Marina va assenyalar, el 2016, que «Paul Halpern ha prestat especial atenció a la societat. Els que han editat un nombre similar són un grup distingit: Sir Julian Corbett, Michael Oppenheim, el professor David Syrett i J. R. Tanner, mentre que només Sir John Knox Laughton (amb nou volums) i el bibliotecari de l'Almirallat David Bonner-Smith (amb vuit volums) l'han superat».

## Biografia
Halpern va néixer a Nova York el 27 de gener de 1937, fill de Harry Halpern i Teresa Ritter Halpern.
Paul Halpern es va graduar amb honors amb un títol de Bachelor of Arts per la Universitat de Virginia el 1958. Es va incorporar a l'exèrcit dels Estats Units i va servir des de 1958 fins a 1960, arribant al grau de first lieutenant. Quan va abandonar el servei militar, Halpern es va llicenciar amb el grau de Master of Arts en història a la Universitat Harvard el 1961 i, el 1966, un Ph.D. amb una tesi de dos volums, La situació naval mediterrània, 1912-1914.

## Carrera
Halpern va passar la seva carrera acadèmica a la Universitat Estatal de Florida, Tallahassee (Florida), començant amb el seu nomenat instructor en la història el 1965 i posteriors promocions a professor ajudant el 1966, professor associat el 1970 i professor titular el 1974. Va ser nomenat professor emèrit el 2005. Durant el curs acadèmic 1986-87 va ser professor visitant d'estratègia al Naval War College, Newport (Rhode Island).
Va servir al Consell de la Navy Records Society el 1968-1972, 1982-1986 i 2010-2014. A més, és Fellow de la Royal Historical Society, membre de l'American Historical Association, Naval Review, U.S. Naval Institute, Amics del Museu Imperial de la Guerra, Fundació Històrica Naval, Societat d'Història Militar, Phi Beta Kappa, i Phi Eta Sigma.

## Publicacions
- The Mediterranean naval situation, 1908-1914. Harvard historical studies, v. 86 (Cambridge, Ma., Harvard Univ. Press, 1971). ISBN 9780674564626
- The Naval War in the Mediterranean, 1914-1918. (London : Allen & Unwin, 1987). ISBN 9780049400887
- The Royal Navy in the Mediterranean, 1915-1918, edited by Paul G. Halpern. Publications of the Navy Records Society, v. 126 (Aldershot, Hants; Brookfield, Vt.: Published by Temple Smith, Gower Pub. Co., for the Navy Records Society, 1987). ISBN 9780566054884
- The Keyes papers: selections from the private and official correspondence of Admiral of the Fleet Baron Keyes of Zeebrugge, edited by Paul G. Halpern. Publications of the Navy Records Society, v. 117, 121, 122 (London : Published by Allen & Unwin for the Navy Records Society, 1972-1981). ISBN 9780049421653
- A Naval history of World War I. (Annapolis, Md.: Naval Institute Press, 1994). ISBN 0870212664
- Anton Haus: Österreich-Ungarns Grossadmiral (Graz: Styria, 1998). ISBN 9783222125676
- The Battle of the Otranto Straits: controlling the gateway to the Adriatic in World War I. (Bloomington: Indiana University Press, 2004). ISBN 0253343798
- The Mediterranean Fleet, 1919-1929. Navy Records Society publications, v. 158 (Farnham, Surrey, and Burlington, Vt.: Ashgate Pub. Co., 2011). ISBN 9781409427568
- The Mediterranean Fleet, 1930-1939. Navy Records Society publications, v. 163 (Farnham, Surrey, and Burlington, Vt.: Ashgate Pub. Co., 2016).